# Pinas
Pinas (okzitanisch: Pinars) ist eine französische Gemeinde mit 445 Einwohnern (Stand: 1. Januar 2022) im Département Hautes-Pyrénées in der Region Okzitanien; sie gehört zum Arrondissement Bagnères-de-Bigorre. Die Einwohner werden Pinassais/Pinassaises genannt.

## Geografie
Pinas liegt auf dem Plateau von Lannemezan, rund 32 Kilometer südöstlich der Stadt Tarbes im Osten des Départements Hautes-Pyrénées an der Grenze zum Département Haute-Garonne. Die Gemeinde besteht aus dem Dorf Pinas sowie zahlreichen Streusiedlungen. Pinas liegt. Die Save durchquert die Gemeinde in nordöstlicher Richtung. Die A64 durchquert im Süden die Gemeinde. Umgeben wird Pinas von den Nachbargemeinden Villeneuve-Lécussan (im Département Haute-Garonne) im Nordosten, Osten und Südosten, Cantaous im Süden, Lannemezan im Westen sowie Uglas im Nordwesten.

## Geschichte
Im Mittelalter lag der Ort innerhalb der Region Nébouzan, die wiederum ein Teil der Provinz Gascogne war. Die Gemeinde gehörte von 1793 bis 1801 zum District La Barthe. Zudem war Pinas von 1793 bis 1801 eine Gemeinde im Kanton Saint-Laurent und lag von 1801 bis 2015 innerhalb des Kantons Lannemezan. Die Gemeinde ist seit 1801 dem Arrondissement Bagnères-de-Bigorre zugeteilt.

## Bevölkerungsentwicklung
| Jahr                       | 1962 | 1968 | 1975 | 1982 | 1990 | 1999 | 2006 | 2014 | 2020 |
| Einwohner                  | 334  | 361  | 499  | 530  | 490  | 442  | 453  | 461  | 454  |
| Quellen: Cassini und INSEE |      |      |      |      |      |      |      |      |      |

## Sehenswürdigkeiten
- Kirche Nativité-de-la-Sainte-Vierge (Mariä Geburt)

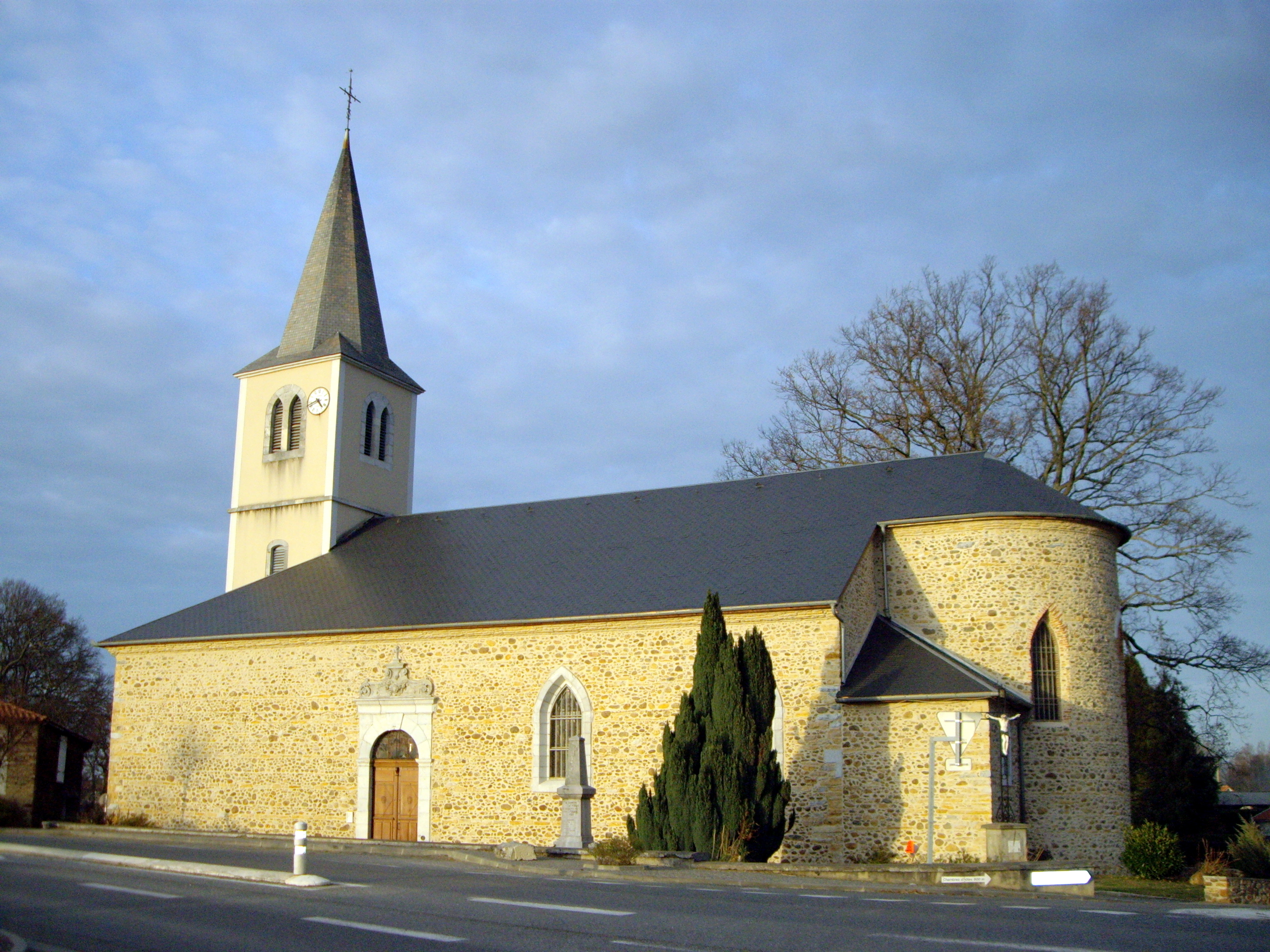
Kirche Mariä Geburt

- Denkmal für die Gefallenen[1]
- zwei Wegkreuze